# Takuya Kida
Takuya Kida (jap. 喜田 拓也; * 23. August 1994 in Yokohama, Präfektur Kanagawa) ist ein japanischer Fußballspieler. 

## Karriere

### Verein
Takuya Kida erlernte das Fußballspielen in der Jugend des Erstligisten Yokohama F. Marinos in Yokohama. Hier unterschrieb er 2013 auch seinen ersten Profivertrag. 2013 gewann er mit dem Club den Kaiserpokal. Von 2014 bis 2015 spielte er zehnmal in der J.League U-22 Selection. Diese Mannschaft, die in der dritten Liga, der J3 League, spielte, setzte sich aus den besten Nachwuchsspielern der höherklassigen Vereine zusammen. Das Team wurde mit Blick auf die Olympischen Sommerspiele 2016 in Rio de Janeiro gegründet. Die Auswahl der Spieler erfolgte auf wöchentlicher Basis aus einem Pool, für den jeder Verein förderungswürdige Talente benennen konnte; die Zusammensetzung der Mannschaft variierte daher sehr stark von Spiel zu Spiel. 2019 und 2022 feierte er mit dem Verein die japanische Meisterschaft. Am 11. Februar 2023 gewann er mit den Marinos den Supercup. Das Spiel gegen den Pokalsieger Ventforet Kofu wurde mit 2:1 gewonnen. Am Ende der Saison 2023 feierte er mit den Marinos die Vizemeisterschaft.

### Nationalmannschaft
Takuya Kida durchlief die U–Nationalmannschaften von Japan. Sechsmal spielte er für die U17, dreimal spielte er für die U18. Für die U19 spielte er fünfmal. Einmal stand er für die U21 auf dem Spielfeld. 2016 spielte er dreimal für die U23.

## Erfolge
Yokohama F. Marinos
- Japanischer Meister: 2019, 2022
- Japanischer Vizemeister: 2023
- Japanischer Pokalsieger: 2013
- Japanischer Supercup-Sieger: 2023